# Registro indice
Un registro indice nella CPU di un computer è un registro del processore utilizzato per modificare gli indirizzi degli operandi durante l'esecuzione di un programma, tipicamente per svolgere operazioni su vettori. I registri indice furono usati per la prima volta nel 1949 nel computer inglese Manchester Mark I.
Prima dell'invenzione dei registri indice, e in assenza di indirizzamento indiretto, le operazioni su vettori dovevano essere eseguite o tramite codice ripetuto linearmente per ogni elemento del vettore (cioè su tutte le locazioni di memoria interessate), o usando discutibili tecniche di codice automodificante -- alternative che portavano entrambe a svantaggi piuttosto significativi nella flessibilità e nella mantenibilità dei programmi, oltre a rappresentare uno spreco di memoria; quest'ultima tra l'altro è una risorsa molto scarsa nei calcolatori più datati, ed anche nei microcomputer di decenni dopo.
In linea di massima i registri indice sono diventati una parte standard dei computer durante la seconda generazione tecnologica (circa dal 1954 al 1966). Si vedano ad esempio i mainframe IBM 700/7000.
Tra i primi calcolatori "piccoli" provvisti di registri indice vi sono l'AN/USQ-17 (circa 1960) e i computer sistema real-time di Scientific Data Systems. Pare che il primo microprocessore con un registro indice sia stato il Motorola 6800; un suo clone rivisto e migliorato, il MOS Technology 6502, sfrutta efficacemente due di tali registri.